# سوسة فراشية شفانية
سوسة فراشية شفانية (الاسم العلمي:Tinea translucens) هي نوع من الحشرات تتبع جنس السوسة الفراشية من فصيلة السوسيات الفراشية.